# 格勒迪納里鄉 (卡拉什-塞維林縣)

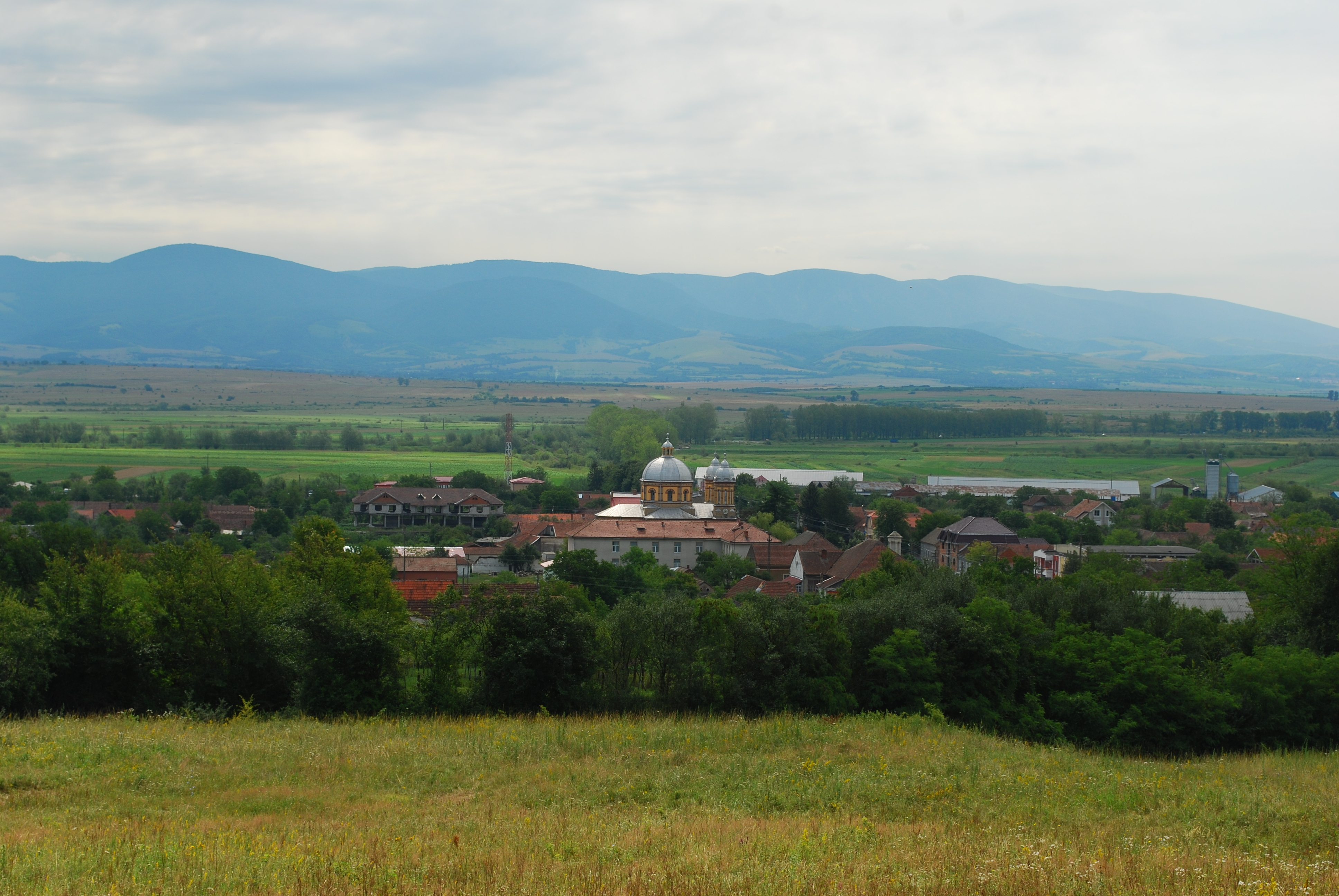

格勒迪納里鄉（羅馬尼亞語：Comuna Grădinari, Caraș-Severin），是羅馬尼亞的鄉份，位於該國西南部，由卡拉什-塞維林縣負責管轄，面積38平方公里，海拔高度103米，2007年人口2,161，人口密度每平方公里57人。